# トーントン
トーントン (Taunton、[ˈtɔːntən]) は、イングランド・サマセットのカウンティ・タウンである。行政上はトーントン・ディーンに属している。

## 概要
郊外を含めたタウンの人口は2018年時点で6万1800人。
タウンには10世紀の修道院を含めると1000年以上の昔から宗教と軍事の歴史が伝わり、現在は城砦跡にサマセット博物館（Museum of Somerset）や同軍事博物館が立つなど、再開発プロジェクトが進行中である。
名前は、「Town on the river tone (トーン川のタウン)」、または「Tone town」に由来している。
トーントンはアングロ・サクソン人の時代にかなり重要な場所であった。独自の貨幣を発行した当時、通称トーントン城（en）と呼ばれる城砦のような建造物を築いた。小修道院（priory）が置かれた時期を経てノルマン人が石材で城郭を築くと、やがて聖公会のウィンチェスター教区長座（Bishops of Wincheste）が占める。
700年ごろ、ウェセックス王のイネが建てた土塁の城は、反乱軍に占拠されるのを防ぐため722年にウェセックスの女王の手で破壊された。
初代ヨーク公兼初代ノーフォーク公リチャード・オブ・シュルーズベリーが夭逝すると、パーキン・ウォーベック（en）は自分に王位継承権があると主張し、およそ6千人を率いてトーントンに上陸するが、この「1497年第2次コーンウォール蜂起（en）」はわずかな残党を除きほとんどは同年10月4日にヘンリー7世に降伏した。
モンマス公はジェームズ2世の即位を阻むため反乱軍の陣頭に立つ。1685年6月20日、セッジムーアの戦い（en）の最中にこの町でみずから戴冠式を催してイングランド王を名乗るが敗れている。城の大広間で反乱分子の粛清 Bloody Assizes が続く日々、裁きをまとめた初代男爵ジェフリーズ裁判長（en）はトーントンに住まいを構えた。
イギリス海峡とブリストル海峡を結ぶグレート・ウェスタン運河は1839年にこの町まで開削し、1842年には鉄道が通じる。現在は社会インフラとして医療は Musgrove Park Hospital、スポーツはサマーセット・カウンティ・クリケットクラブ（英語）の本拠地（County Ground）があり、イギリス海軍の第3コマンドー旅団第40コマンドー（en）本部を擁する。
名所のひとつヴァイヴァリー公園（en）で開かれる園芸展「トーントン・フラワーショー」（en）は1866年から続いてきた。またアドミラル通りにはイギリス水路部が本局を構える。

## 地勢
トーン川沿いに広がるクアントック Quantock とブラックダウン Blackdown、ブレンドン Brendon の丘陵に囲まれた一帯は「トーントンの盆地」と呼ばれてきた。
この町を中心とすると、どちらの方角にも大きなタウンやシティーがある。北東 61 km にブリストル、南西方向は 45 km にエクセター と102 km にプリマスが位置し、ウェイマス（ドーセット）は南東に 64 kmである。

### 地質
ペルム紀（2億9500万年–2億5千万年前）の赤味がかった砂岩の層が観察でき、角礫岩の露頭もあるサマセットは、広範囲にわたり三畳紀の地層（2億4800万年–2億400万年前）が平野と湿地を形成する（Somerset Levels はラムサール条約指定湿地。）

### 自然保護区
トーントンとその周辺には1949年国立公園ならびにカントリーサイドアクセス法（en）第21条のもと、保護区条例の規制を受ける地域自然保護区（LNR＝ Local Nature Reserves）がいくつか設けられ、都市型湿地には南トーントン河口域がある。北郊の保護区は「子供の森」と名づけられ、ユーラシアカワウソなど野生生物が河畔の移動に利用する。生息が確認された鳥類はカワセミ、ムナジロカワガラス、キセキレイ、コブハクチョウ、アオサギ、ヨーロッパヨシキリを数える。昆虫の仲間にはトンボやイトトンボに加えて、セセリチョウ科の仲間（Thymelicus sylvestris と Ochlodes sylvanus）、ヨーロッパシロジャノメ、ジャノメチョウの仲間（Coenonympha pamphilus) 、ベニシジミがいる。
トーン川沿いに伸びる Weirfield 河畔保護区にはノバラや藪、草地に続くハンノキやヤナギ科の占める森がある。氾濫原でもある湿地部には セリやキショウブが咲く。パークアンドライド方式を採用、トーン川に沿って確保した駐車用地は修景により3箇所に池を設け、シルクミルズ・パークアンドライドとして活用している。森と草原は水生植物や境界の植物を育む。鳥やコウモリ、は虫類や両生類が豊富である。フリーズヒル市民農園は土地利用を見直してクラインガルテンの細かな区画をやめ、草原を復元し、一部は果樹園に作り替えてフルーツを育てたり、名産のシードルの原料となる在来種のキングストンブラック（en）、ヤーリントンミル（en）というリンゴの栽培を続ける。

### 気候
イングランド南西部の他の地域と同様にトーントンの気候は温暖で、他の地域よりも湿潤で気温はやや高めである。年平均気温は約10℃。
季節的な温度変化は海に接するトーントンでは国内の他の地域ほど激しくない。短い夏に当たる7、8月が最も暖かく、1日の平均最高気温は約21℃前後。冬になると最低気温の平均は1℃か2℃の間が一般的。夏場の日照時間はアゾレス高気圧がイングランド南西部に影響を及ぼすと内陸に対流雲が発達し、時間数が減る。年間日照率は地域平均の1600時間をわずかに下まわる。イェオビルトンでは1998年12月、日照のない日を20日、記録している。
イングランド南西部の降雨は、その大部分を大西洋低気圧または対流がもたらし、秋と冬には前者がもっとも活発で雨が多い。夏には、降雨の大部分は地面を暖める太陽の光で対流が発生して、にわか雨や雷雨につながる。平均降水量は約700 mm、雪の降る日は平均すると約8 - 15日を数える。風は11月から3月に最も強く吹き、6月から8月は最も弱い。卓越風の方向は南西である。

## 出身人物
- ジェニー・アガター - 女優
- ジェームズ・ピュアフォイ - 俳優
- パティ・ボイド - モデル、写真家
- ヒュー・トレンチャード - 軍人
- リー・マーティン - サッカー選手

## スポーツ
トーントン・タウンFC

## 姉妹都市
- フランス リジュー
- ドイツ ケーニッヒスルッター（英語）
- アメリカ合衆国 トーントン